# Mustafa Kalemli
Mustafa Kalemli (* 26. März 1943 in Tavşanlı, Kütahya) ist ein türkischer Arzt und Politiker.
Kalemli besuchte Grund- und Mittelschule in seiner Heimatstadt und das Gymnasium in Eskişehir. Anschließend folgte ein Medizinstudium an der Universität Ankara, das er 1967 abschloss. Nach dem Studium praktizierte er als Arzt in einem Krankenhaus der Sozialversicherungsanstalt und arbeitete als wissenschaftlicher Mitarbeiter am Lehrstuhl für Urologie. 1972 wurde er Facharzt für Urologie. Im selben Jahr leistete er seinen Militärdienst als Chefarzt der Urologie-Abteilung des Militärkrankenhauses Ankara. Zwischen 1976 und 1978 arbeitete Kalemli im Gesundheitsministerium. 1978 wurde er Dozent und beteiligte sich an der Gründung der medizinischen Fakultät der Akdeniz Üniversitesi. Kalemli war Präsident des Lehrstuhles für Urologie und Mitglied im Universitätsvorstand der Akdeniz Üniversitesi. Außerdem war er Gründungsoberarzt des SSK-Tavşanlı Krankenhauses. 1983 war Kalemli Leiter des Urologie-Krankenhauses in Buca.
Bei den Parlamentswahlen vom 6. November 1983 wurde Kalemli für die Anavatan Partisi (ANAP) zum Abgeordneten der Provinz Kütahya in die Große Nationalversammlung der Türkei gewählt. Zwischen 1983 und 1986 war er Minister für Arbeit und soziale Sicherheit. Zwischen 1986 und 1987 war Kalemli Minister für Gesundheit und soziale Hilfe. Nachdem er 1987 zum zweiten Mal als Abgeordneter der Provinz Kütahya gewählt worden war, ernannte man ihn zum Innenminister.
Nachdem er dieses Amt abgelegt hatte, wurde Kalemli Mitglied in der türkischen Parlamentsgruppe des Abgeordnetenparlaments des Europarats. Später war er Mitglied und stellvertretender Präsident in der Parlamentskommission für Auswärtige Angelegenheiten.
Am 24. Juni 1991 wurde Kalemli in der Yılmaz-Regierung zum zweiten Mal Innenminister. Am 26. August 1991 wurde er Minister für das neu gegründete Ministerium für Wald. Bei den Parlamentswahlen von 1995 wurde er erneut gewählt und war zwischen 1996 und 1997 Präsident der Großen Nationalversammlung der Türkei.
Kalemli war in der 17., 18., 19. und 20. Legislaturperiode Abgeordneter der Provinz Kütahya.
Er ist verheiratet und Vater von zwei Kindern.
| Vorgänger    | Amt                                                                                    | Nachfolger   |
| ------------ | -------------------------------------------------------------------------------------- | ------------ |
| İsmet Sezgin | Präsident der Großen Nationalversammlung der Türkei 25. Januar 1996–30. September 1997 | Hikmet Çetin |

| Personendaten    | Personendaten                    |
| ---------------- | -------------------------------- |
| NAME             | Kalemli, Mustafa                 |
| KURZBESCHREIBUNG | türkischer Urologe und Politiker |
| GEBURTSDATUM     | 26. März 1943                    |
| GEBURTSORT       | Tavşanlı                         |